# Diacyloglicerole

Ogólna struktura diacylogliceroli. R oznacza resztę acylową.

Przykładowy diacyloglicerol:
1-palmitoilo-2-oleoilo-glicerol

Diacyloglicerole lub diacyloglicerydy (DAG, 1,2-diacyloglicerol) to organiczne związki chemiczne z grupy glicerydów w których dwie z trzech grup hydroksylowych glicerolu zestryfikowane są resztami kwasów tłuszczowych.
Stosowane są jako emulgatory w przemyśle spożywczym, na przykład w wypiekach, lodach, gumie do żucia.
DAG jako informator II rzędu w komórce powstaje z difosforanu fosfatydyloinozytolu (fosfolipidu będącego składnikiem błony komórkowej). Reakcję katalizuje fosfolipaza C i powstaje w niej, oprócz DAG, również trisfosforan inozytolu – inny ważny informator II rzędu.
Powstały diacyloglicerol aktywuje w cytoplazmie kinazę C i otwiera kanały jonowe dla jonów Na+ i H+ – przyczynia się w ten sposób do wzrostu pH cytoplazmy.  Przy udziale jonów Ca2+ uwolnionych przez trisfosforan inozytolu aktywuje również kinazę białkową C w błonie komórkowej (lub kinazę białkową M znajdującą się w cytoplazmie), która przez fosforylację kontrolowanych przez nią białek modyfikuje ich działanie (aktywuje lub dezaktywuje je).
Rola biologiczna:
- lipidy sygnałowe
- substraty w biosyntezie prostaglandyn
- stymulacja kinazy białkowej C
- prekursory endokannabinoidu 2-arachidonoiloglicerolu (monoacyloglicerolu)